# Mozart 100
 (octobre 2016).
Le Mozart 100 est un ultra-trail de 100 kilomètres organisé chaque année à Salzbourg, en Autriche. Il se dispute en juin sur un parcours qui part de la Residenzplatz à Salzbourg, passe par le lac Fuschlsee jusqu'au lac de Wolfgang avant de retourner au point de départ. En 2016, l'événement fait partie pour la première fois des courses dites « Future » de l'Ultra-Trail World Tour, et est intégré au circuit officiel en 2017.

## Histoire
L'édition 2020 est annulée en raison de la pandémie de Covid-19.

## Palmarès
| Édition | Date             | Hommes                                              | Hommes                                              | Hommes                                              | Femmes                                              | Femmes                                              | Femmes                                              |
| ------- | ---------------- | --------------------------------------------------- | --------------------------------------------------- | --------------------------------------------------- | --------------------------------------------------- | --------------------------------------------------- | --------------------------------------------------- |
|         |                  | Rang                                                | Athlète                                             | Temps                                               | Rang                                                | Athlète                                             | Temps                                               |
| 1re     | 23 juin 2012     | 1re                                                 | Dave James                                          | 8 h 54 min 19 s                                     | 20e                                                 | Marianne Staufer                                    | 11 h 57 min 27 s                                    |
| 2e      | 22 juin 2013     | 1er                                                 | Csaba Németh                                        | 7 h 48 min 22 s                                     | 24e                                                 | Nika Corbova                                        | 10 h 44 min 42 s                                    |
| 3e      | 21 juin 2014     | 1er                                                 | Csaba Németh                                        | 8 h 30 min 48 s                                     | 6e                                                  | Marija Vrajic Trosic                                | 9 h 59 min 41 s                                     |
| 4e      | 20 juin 2015     | 1er                                                 | Daniel Oralek                                       | 8 h 45 min 51 s                                     | 5e                                                  | Marija Vrajic Trosic                                | 9 h 50 min 04 s                                     |
| 5e      | 18 juin 2016     | 1er                                                 | Gabor Muhari                                        | 9 h 14 min 34 s                                     | 7e                                                  | Francesca Canepa                                    | 10 h 58 min 14 s                                    |
| 6e      | 17 juin 2017     | 1er                                                 | Alexander Rabensteiner                              | 10 h 26 min 53 s                                    | 7e                                                  | Cecilia Flori                                       | 12 h 03 min 32 s                                    |
| 7e      | 16 juin 2018     | 1er                                                 | Florian Grasel                                      | 10 h 26 min 36 s                                    | 11e                                                 | Martina Trimmel                                     | 11 h 57 min 50 s                                    |
| 8e      | 15 juin 2019     | 1er                                                 | Pau Capell                                          | 10 h 54 min 47 s                                    | 32e                                                 | Sally McRae                                         | 14 h 38 min 59 s                                    |
| -       | 2020             | Course annulée en raison de la pandémie de Covid-19 | Course annulée en raison de la pandémie de Covid-19 | Course annulée en raison de la pandémie de Covid-19 | Course annulée en raison de la pandémie de Covid-19 | Course annulée en raison de la pandémie de Covid-19 | Course annulée en raison de la pandémie de Covid-19 |
| 9e      | 4 septembre 2021 | 1er                                                 | Philipp Ausserhofer                                 | 10 h 28 min 29 s                                    | 17e                                                 | Margaret Lane                                       | 13 h 19 min 21 s                                    |
| 10e     | 18 juin 2022     | 1er                                                 | Janosch Kowalczyk                                   | 9 h 36 min 09 s                                     | 27e                                                 | Azara García de los Salmones                        | 12 h 00 min 28 s                                    |
| 11e     | 17 juin 2023     | 1er                                                 | Luke Grenfell-Shaw                                  | 10 h 24 min 50 s                                    | 11e                                                 | Eve Moore                                           | 12 h 54 min 29 s                                    |
| 12e     | 1er juin 2024    | 1er                                                 | Jack Chamberlain                                    | 11 h 19 min 37 s                                    | 7e                                                  | Fiona Pascall                                       | 12 h 06 min 04 s                                    |
| 13e     | 7 juin 2025      | 1er                                                 | Pablo Villa                                         | 11 h 36 min 27 s                                    | 15e                                                 | Claudia Tremps                                      | 13 h 46 min 07 s                                    |